# Sziporka Sziszi
A Sziporka Sziszi (eredeti cím: Siesta Z) 2016-ban indult kolumbiai–ecuadori–argentin televíziós 2D-s számítógépes animációs sorozat, amelyet az El Perro en la Luna, a Canal Educa, a Señal Colombia, az Autoridad Nacional de Televisión [ANTV], a Presidencia de la Nacion Argentina, a Ministerio de Educación de la Nación, a Paka-Paka és az Instituto Nacional de Cine y Artes Audiovisuales (INCAA) gyártott. Műfaja ismeretterjesztő filmsorozat. Ecuadorban 2016. november 12-étől az Educa vetíti, Argentínában 2017. június 5-én tűzték műsorra, 2017. július 18-ától a Canal Paka-Paka sugározza, Magyarországon 2018 februárjában a Da Vinci tűzte műsorára.

## Rövid tartalom
A mese főszereplője egy kislány, aki narkolepsziás, és elég gyakran elalszik. Álmaiban híres történetek őrült és tréfás feldolgozásai láthatóak. A tévénézőknek emlékezetesen és bájosan bemutatja a legjobb könyveket.

## Szereplők
- Sziporka Sziszi (magyar hang: Molnár Ilona[forrás?]) – narkolepsziás, sötétbarna hajú, sötétbarna szemű kislány, a sorozat főhőse.

## Epizódok
1. Jack London: A vadon szava
2. Daidalosz és Ikarosz
3. Emilio Salgari: Sandokan, a maláj tigris
4. Issunböshi
5. Mary Shelley: Frankenstein
6. Bram Stoker: Drakula
7. Oscar Wilde: A canterville-i kísértet
8. William Shakespeare: Hamlet, dán királyfi
9. Homérosz: Íliász
10. Dávid és Góliát
11. Thészeusz és Minótaurusz
12. José Eustasio Rivera: Örvény
13. Herman Melville: Moby Dick
14. William Shakespeare: Macbeth
15. William Shakespeare: Rómeó és Júlia
16. Homérosz: Odüsszeia
17. Jonathan Swift: Gulliver utazásai
18. Johann Wolfgang Von Goethe: Faust
19. Gilgames-eposz
20. Szophoklész: Oidipusz király